# Темно-сірі ґрунти
Те́мно-сíрі лісовí ґрунти́ — ґрунти, що утворились в умовах помірного теплого клімату з достатнім зволоженням. Належать до типу сірих лісових ґрунтів. Ясно-сірі та сірі лісові ґрунти утворилися за значного впливу лісової рослинності і меншою мірою трав'янистої, а темно-сірі — при послабленому впливу лісу і більш інтенсивному трав'янистої рослинності.
Такий тип ґрунту сформувався під широколистяними лісами.
Темно-сірі лісові ґрунти відрізняються від сірих лісових ґрунтів більшою потужністю гумусового горизонту і його темнішим забарвленням. Опідзоленість морфологічно слабко виражена і проявляється у вигляді незначної білуватої присипки SiO2на поверхні структурних агрегатів в нижній частині гумусового горизонту. Горизонт І, як правило, меншої потужності, ніж у сірих лісових ґрунтів, і у верхній частині трохи забарвлений гумусом. Зазвичай на глибині 120—150 см залягають карбонати.
Темно-сірі лісові ґрунти поширені на Поділлі (південний захід України), Поліссі,(північний захід України) Середній Наддніпрянщині (центр України) .
Вміст гумусу сягає 4-5 % (40 см). Реакція середовища - слабокисла. Характерна наявність новоутворень кальцію на глибині 120-150 см. Серед сірих лісових грунтів виділяється найбільш інтенсивним дерновим процесом і найменш - підзолистим
Для підвищення родючості застосовують систематичне внесення органічних добрив, травосіяння і поступове поглиблення орного шару. У зв'язку зі слабко вираженою здатністю сірих лісових грунтів до накопичення нітратів, азотні добрива рекомендується вносити в ранньовесняний період.

## Сільськогосподарське використання
Сірі лісові грунти активно використовуються в сільському господарстві для вирощування кормових, зернових і плодо-овочевих культур. Відрізняються досить високою родючістю і при правильному використанні дають хороші врожаї сільськогосподарських культур. Важливим заходом при землеробському використанні сірих грунтів є вапнування. При вапнуванні нейтралізується надлишкова кислотність сірих лісових грунтів і поліпшується надходження поживних речовин в коріння рослин. Істотне значення для підвищення родючості сірих лісових грунтів має регулювання їх водного режиму.